# Степыгино
Степыгино — деревня в городском округе Домодедово Московской области России, населённый пункт воинской доблести.

## Население
| 1859 | 1890 | 1926 | 2002 | 2010 |
| ---- | ---- | ---- | ---- | ---- |
| 271  | ↗284 | ↘264 | ↗440 | ↗525 |

## География
Деревня Степыгино расположена на юге Московской области, в юго-западной части городского округа Домодедово, примерно в 26 км к югу от окружного центра — города Домодедово, у истоков реки Северки. В 11 км к западу проходит федеральная автодорога «Крым» М2, в 10 км к востоку — федеральная автодорога «Дон» М4, в 3 км к югу — пути Большого кольца Московской железной дороги. В деревне 4 улицы, зарегистрировано 3 садоводческих товарищества (СНТ). Ближайшие населённые пункты — посёлок Повадино, сёла Добрыниха и Талалихино.

## История
В «Списке населённых мест» 1862 года — владельческая деревня 2-го стана Серпуховского уезда Московской губернии по левую сторону реки Лопасни, в 38 верстах от уездного города и 21 версте от становой квартиры, при речке Северке, с 39 дворами и 271 жителем (132 мужчины, 139 женщин).
В 1890 году проживало 284 человека, в 1899 году деревня относилась к Вельяминовской волости Серпуховского уезда, имелась земская школа. По данным на 1911 год число дворов составляло 45, работало земское училище.
По материалам Всесоюзной переписи населения 1926 года — административный центр Степыгинского сельсовета Михневской волости Серпуховского уезда в 10,7 км от Каширского шоссе и 12,8 км от станции Барыбино Рязано-Уральской железной дороги; проживало 264 человека (110 мужчин, 154 женщины), насчитывалось 60 хозяйств, из которых 57 крестьянских; были организованы молочное товарищество и комитет крестьянской общественной взаимопомощи, работала школа 1-й ступени.
С 1929 года Степыгино является населённым пунктом Московской области в составе Степыгинского сельсовета Михневского района (1929—1930); Максимиховского сельсовета Лопасненского района (1930—1954); Угрюмовского сельсовета Лопасненского (1954), Чеховского (1954—1959), Подольского (1959—1963, 1965—1969), Ленинского укрупнённого сельского (1963—1965) и Домодедовского (1969—1994) районов, Угрюмовского сельского округа Домодедовского района (1994—2005), городского округа Домодедово (с 2005).
С 6 на 7 августа 1941 года в районе деревни после совершённого ночного тарана вражеского бомбардировщика упал самолёт советского лётчика Виктора Талалихина. В честь этого события установлен монумент.
С целью увековечения памяти защитников Родины, проявивших мужество в сражениях на территории деревни, 29 апреля 2018 года Степыгину присвоено почётное звание Московской области «Населённый пункт воинской доблести».